# Lauciene
Lauciene ist ein Dorf im Zentrum der Gemeinde Lauciene im Bezirk Talsi im westlichen Lettland.
Bis 1939 war Lauciene ein Landsitzzentrum und trug den Namen Nurmuiža (deutsch: Nurmhusen). 1940 entstand daraus die Gemeinde Lauciene, neben Nurmhusen mit Groß- und Klein-Sehnjen, Fragenhof, Odern und Scheden.

## Geschichte
In Lauciene liegt das Schloss Nurmhusen; es war zusammen mit der Umgebung bis zur Enteignung im Besitz des kürländischen Zweigs der Familie Fircks. Die örtliche Kirche wurde 1594 errichtet.
|  |  |